# Ralph Bishop
Ralph English Bishop (ur. 1 października 1915 w Brooklynie, zm. 1 października 1974 w Santa Clara) – amerykański koszykarz, złoty medalista letnich igrzyskach olimpijskich w Berlinie. W sezonie 1948/49 w barwach drużyny Denver Nuggets zadebiutował w NBA.